# Курт Мајер
Курт „Панцермајер“ Мајер (Јерксхајм, 23. децембар 1910 — Хаген, 23. децембар 1961) је био немачки SS-Brigadenführer (еквивалент генерал-мајор) и други командант 12. СС оклопне дивизије „Хитлерјугенд“ која је под његовом командом стекла изузетну славу.

## Рани период
Курт Адолф Вилхелм Мајер је рођен 23. децембра 1910. у Јерксхајму. Отац му се бавио фармерством до почетка Првог светског рата када је мобилисан. У рату је достигао чин старији водник, али умире од рана које задобија у једној бици.
По завршетку школе Мајер је неко време радио на фарми, а касније као рудар до 1. октобра 1929. године када је прешао на службу у полицији у Мекленбургу. У НСДАП се учланио 1. септембра 1930, а члан СС-а постао је 15. октобра 1931. године где је додељен 22. јуришном одреду у Шверину. Дана, 15. маја 1934. године је премештен у „Телесну гарду Адолфа Хитлера“, а септембра 1936. године добија чин SS-Obersturmführer (еквивалент потпоручник) и постаје командир 14. противтенковске чете (Panzerabwehr).

## Други светски рат

### Пољска и Француска кампања
Курт Мајер је командовао 14. противтенковском четом у време напада на Пољску до 7. септембра 1939. године када је рањен куршумом у раме. Већ 25. септембра је одликован Гвозденим крстом II. реда. Дана, 1. октобра 1939. године преузима команду над 15. моторизованом четом (Kradschützenkompanie) са којом је учествовао у нападу на Француску. Командири првог и другог вода у чети, били су Хуго Крас и Макс Вјунше. Курт Мајер је 31. маја 1940. године одликован Гвозденим крстом I. реда. Након завршене Западне кампање 15. моторизована чета је преорганизована у извиђачки батаљон (Aufklärungsabteilung) у саставу „Телесне гарде Адолфа Хитлера“, а сам Курт Мајер је унапређен у SS-Sturmbannführer-а (еквивалент мајор). Упркос досадашњем успеху, Курт Мајер још увек није показао све своје праве војничке способности, које ће већ приликом Балканске кампање да дођу до изражаја.

### Балканска кампања
Немачки 40. моторизовани корпус је из Бугарске напао Краљевину Југославију и за свега три дана преко Кочана, Велеса и Битоља избија на Преспанско језеро и границу са Грчком. По доласку на границу Мајер добија задатак да одсече и онемогући одступање трећег грчког корпуса из Албаније. Напад Мајерове јединице започео је 13. априла 1941. године.
Да би успешно извршио постављени задатак, Мајер је требало да поведе свој батаљон муњевито кроз пролаз Клисура и продужи до језера Касторија како би одсекао грчку војску у граду Касторија. Ујутру 14. априла напад се наставио, међутим напредовање почиње да губи на брзини и на крају потпуно стаје. То се десило пред градом Верјес, који се географски налазио тачно у пролазу Клисура и био брањен од 20. грчке пешадијске дивизије. Војници дивизије не само да су се добро утврдили у граду, већ су заједно са допунским јединицама запосели обе стране пролаза, обезбеђујући на тај начин одличну прегледност на линију нападача.
Сагледавши ситуацију, Мајер дели батаљон на три јуришне групе и сам преузима команду над једном од њих. Напад почиње у цик зоре када јуришна група под командом Хуга Краса напада висове запоседнуте од грчких војника. У једанест сати спољна одбрана је пробијена и немачка војска почиње да надире у град. После краће борбе грци напуштају град и немци га заузимају. Поред погинулих и рањених, грци су имали и 600 заробљених војника, док су немачки губици били неупоредиво мањи: 7 погинулих (1 официр и 6 војника) и 18 рањених (1 официр и 17 војника). Током 15. априла батаљон је достигао језеро Касторија и обилазећи га са севера напада град Касторију. Предвече град капитулира и јединице Курта Мајера заробљавају још 1100 грчких војника.
Због постигнутих успеха у Грчкој, Мајер је награђен 18. маја 1941. године Витешким крстом. У међувремену добија и царски бугарски „Орден за храброст“, но датум награђивања је непознат.

### Источни фронт
Од јуна 1941. године Мајер ратује на немачко-совјетском фронту. Руководи извиђачким батаљоном (тенковски извиђачки батаљон) у 1. СС моторизованој дивизији „телесна гарда Адолфа Хитлера“. Октобра месеца 1941. године Курт Мајер се разболео и команду над извиђачким батаљоном преузима командир друге чете Хуго Крас, који на то место остаје до јануара 1942. године. Дана, 8. фебруара 1942. године Мајер је награђен Златним немачким крстом, а 23. фебруара 1943. године храстовим лишћем Витешког крста за значајну улогу у трећем освајању Харкова.

### Запад и Нормандија
У лето 1943. године, Адолф Хитлер издаје заповест да се формира нова СС дивизија, која треба да буде попуњена од чланова Хитлерјугенда, рођених током 1926. године, а официрски кадар треба да пређе из 1. СС оклопне дивизије „телесна гарда Адолфа Хитлера“. Упркос великој жељи да води новоформирани тенковски пук, Мајер добија команду над младим гренадирима из 25. СС панцер-гренадирског пука а 21. јуна 1943. године добија чин SS-Standartenführer (еквивалент пуковник).
Дана, 6. јуна 1944. године савезничка војска започиње са највећим поморским десантом у историји - операција „Оверлорд“ и стотину хиљада америчких, британских и канадских војника се искрцава на француску обалу у Нормандији. Већ 14. јуна, само недељу дана након искрцавања немачка команда трпи озбиљан губитак. SS-Brigadeführer Фриц Вит - командант 12. СС оклопне дивизије „Хитлерјугенд“ је погинуо при бомбардовању дивизијског штаба од савезничких бродова. Као официр са највишим рангом, 16. јуна 1944. године SS-Standartenführer Курт Мајер преузима команду над дивизијом. Тако је у 33. години живота постао најмлађи командир дивизије у немачкој војсци (Вермахт и СС). Након преузимања команде, Мајер са својом дивизијом води тешке борбе за одбрану Кана (види:Битка за Кан). Од 7. јуна до 9. јула 12. СС оклопна дивизија „Хитлерјугенд“ је имала око 4000 погинулих 8000 рањених и несталих војника. Савезнички официри сматрају да се немачка дивизија борила са таквом издржљивошћу, упорношћу и пожртвовањем какво се није видело у Европи током целог Другог светског рата. Неколико дана касније фелдмаршал Рундштет у разговору са Јозеф Дитрихом и Курт Мајером, је дао своје виђење дивизије "Хитлерјугенд“: "Ваши војници својим младим дихом у пуковима су инзванредно обучени а пре свега вођени од одличних официра и подофицира. Жалосно је што је толика верна младеж принесена као жртва за безнадежни циљ".
Дана, 1. августа 1944. године Мајер је унапређен у SS-Oberführer-а (еквивалент бригадни генерал), а 27. августа добија мачеве за Витешки крст. Свега пет дана касније унапређен је у чин SS-Brigadeführer (еквивалент генерал-мајор). По фронтовима за време рата Мајер је стекао велику тактичку способност и довитљивост, зашта је добио надимке „Брзи Мајер“ и „Оклопни Мајер“. Курт Мајер је заробљен од стране белгијских партизана 6. септембра у граду Дурналу. Његово заробљавање делимично може да се припише случајности а делимично огромном умору Мајера и његових војника који су већ неколико месеца водили непрекидне борбе у Француској против савезничких јединица.

## Пред судом
SS-Brigadeführer Курт Мајер је држан као ратни заробљеник до децембра 1945. године у граду Ауриху, Немачка, где му је суђено по пет оптужница. Дана 27. децембра је проглашен кривим за две од њих - подстицање војника на свирепост и беспоштедност као и за убиство 18 канадских ратних заробљеника у Арденском манастиру између 7. и 8. јуна 1944. године.
Проучавањем SHAEF-а (Седиште главног штаба савезничке војске у Европи), установљује се, да војници 12. СС оклопне дивизије „Хитлерјугенд“ сносе одговорност за многа убиства, укључујући и 12 инцидента у Отију и Бурону у којима је убијено 27 канадских ратних заробљеника. У Шато д' Адриљу је убијено 19 ратних заробљеника. Допунским извештајем, користећи истраживања, установљује се укупно 31 потврђени инцидент у којима је убијено 107 савезничких војника, међу њима највише Канађана. Суд закључује да: "Злочини 12. СС оклопне дивизије представљају доследан пример свирепости и беспоштедности". Насиље над ратним заробљеницима је извршено као резултат наређења за безмилосно третирање и са знањем пуковских и дивизијских команданата.
Курт Мајер је оптужен за војне преступе везане за споменуте инциденте пред канадским војним судом, који је заседао између 10. и 28. децембра 1945. године. Случај „Арденског манастира“ је први у Европи који се директно конфронтира са одговорношћу више команде, док је рецимо на Далеком истоку стављено у контексу дело против генерала Масахару Хоме за војне преступе који су извршени током Марша смрти на Батану (Филипини) и случаја генерала Томојуки Јамашите.
Курт Мајер је проглашен кривим по три од пет оптужница и осуђен је од стране генерал-мајора Фостера команданта 7. канадске бригаде на казну - смрт стрељањем. Та пресуда је јануара 1946. године замењена од стране генерал-мајора Кристофера Вокса казном - доживотна робија. Разлог за то је како каже генерал Вокс: "Када сам проучио доказе против Курта Мајера, установио сам да се ради о гомили посредних доказа".

## Последње године
Мајер одслужује пет година у затвору „Дорчестер“, који се налазио у Њу Брансвику, Канада. Након тога је премештен у Британски војни затвор Уерл, Западна Немачка. Дана, 7. септембра 1954. године, након 9 година укупног затвора, Мајер је ослобођен и почиње да ради као представник пиварског завода (Andreas Brewery) у Хагену. Курт Мајер је био веома активан члан организације ветерана Вафен-СС-а (ХИАГ) и учествује у борби за добијање војне пензије за бивше чланове Вафен-СС-а. Током 1957. године публицира своју књигу "Grenadiers". Само пар година касније Мајерово здравље се погоршава и умире од инфаркта у Хагену, Вестфалија, 23. децембра 1961. године на свој 51. рођендан.